# World Series of Poker 1995
1995 års World Series of Poker (WSOP) pokerturnering hölls vid Binion's Horseshoe.

## Inledande event
| Event                          | Vinnare              | Pris (USD) | Tvåa                   |
| ------------------------------ | -------------------- | ---------- | ---------------------- |
| $1 500 Limit Hold'em           | Christian Van Hees   | $315 000   | Eli Balas              |
| $1 500 Seven Card Stud         | Valter Farina        | $144 600   | Stavros Karabinas      |
| $1 500 Limit Omaha             | Berry Johnston       | $91 200    | Daniel Bakker          |
| $1 500 Kinesisk poker          | John Tsagaris        | $41 400    | Bruce Cohen            |
| $1 500 Seven Card Stud Split   | Rod Peate            | $127 200   | Steve Hohn             |
| $1 500 Seven Card Razz         | Mickey Sisskind      | $82 800    | Leroy Baca             |
| $1 500 Omaha 8 or better       | Max Stern            | $140 400   | Cong Do                |
| $1 500 No Limit Hold'em        | Richard Klaiman      | $205 875   | Byron "Cowboy" Wolford |
| $1 500 Pot Limit Omaha         | Phil "Doc" Earle     | $143 400   | Ron Graham             |
| $1 500 Pot Limit Hold'em       | Peter Vilandos       | $148 500   | Mick Cook              |
| $5 000 Deuce to Seven Draw     | John Bonetti         | $101 250   | Johnny Chan            |
| $2 500 Seven Card Stud Split   | Men Nguyen           | $96 000    | Steve Nixon            |
| $2 500 Omaha 8 or better       | Marlon De Los Santos | $119 000   | Jim Douglas            |
| $1 500 Ace to Five Draw        | Clifford Roof        | $81 600    | Tony Bolton            |
| $5 000 Chinese poker           | Steve Zolotow        | $112 500   | Doyle Brunson          |
| $2 500 Limit Hold'em           | Men Nguyen           | $186 000   | Carl McKelvey          |
| $2 500 Seven Card Stud         | Dan Robison          | $140 000   | John Spadavecchia      |
| $2 500 Pot Limit Omaha         | Hilbert Shirey       | $137 000   | Phil Mazzella          |
| $2 500 Pot Limit Hold'em       | Hilbert Shirey       | $163 000   | Tom Jacobs             |
| $5 000 Seven Card Stud         | Anthony DeAngelo     | $130 000   | T.J. Cloutier          |
| $2 500 No Limit Hold'em        | Dan Harrington       | $249 000   | John Gordon            |
| $5 000 Limit Hold'em           | Mickey Appleman      | $234 000   | Humberto Brenes        |
| $1 000 Ladies' Seven Card Stud | Starla Brodie        | $35 200    | Karen Wolfson          |

## Main Event
273 stycken deltog i Main Event. Varje deltagare betalade $10 000 för att delta.

### Finalbordet
| Placering | Namn             | Pris       |
| --------- | ---------------- | ---------- |
| 1         | Dan Harrington   | $1 000 000 |
| 2         | Howard Goldfarb  | $519 000   |
| 3         | Brent Carter     | $302 250   |
| 4         | Hamid Dastmalchi | $173 000   |
| 5         | Barbara Enright  | $114 180   |
| 6         | Chuck Thompson   | $86 500    |